# Rheinmetall KZO
KZO (Kleinflugzeug für Zielortung, njemački za mali zrakoplov za pronalaženje ciljeva) je bespilotna letjelica (UAV) sa stealth karakteristikama koju proizvodi Airbus Defense and Space Airborne Solutions GmbH iz Njemačke. Airbus Defence and Space Airborne Solutions GmbH zajednički je pothvat Airbus Defence and Spacea i Rheinmetalla.
Sustav KZO sastoji se od 10 bespilotnih letjelica i 2 zemaljske jedinice, koje se sastoje od jedne kontrolne stanice, jednog radija, jednog lansirnog vozila, jednog vozila za održavanje s postrojenjem za punjenje goriva za bespilotne letjelice i jednog vozila za spašavanje.
Bespilotna letjelica lansira se raketom-boosterom izravno iz svog spremnika. Slijetanje se vrši padobranom.
Glavni cilj KZO-a je locirati mobilne prijetnje i osigurati ciljne lokacije za topništvo. KZO je zamijenio drugi glavni UAV njemačke vojske, Drohne CL 289.
Također su razvijene dvije varijante elektroničkog ratovanja kao Mücke ("komarac") i Fledermaus ("šišmiš").
Početni sustav prodan je Kini.

## Značajke
- Raspon krila: 3,42 m
- Duljina: 2,28m
- Promjer tijela: 0,36 m
- Dvotaktni motor sa smanjenom bukom koji pokreće propeler s dvije lopatice
- Brzina krstarenja: 220 km/h
- Izdržljivost: 4 sata
- Senzor: stabilizirani infracrveni pogled prema naprijed
- Digitalni snimač podataka za 10 minuta video podataka
- Datalink u stvarnom vremenu
- Navigacija: inercijalna, lokacija putem podatkovne veze, dodatno GPS (nije potrebno za rad)
- Smanjeni vizualni, akustični, radarski i infracrveni potpis (stealth tehnologija)